# Bokobá
Bokobá är en kommun i Mexiko.   Den ligger i delstaten Yucatán, i den östra delen av landet, 1 100 km öster om huvudstaden Mexico City. Antalet invånare är 2 053. Arean är 49 kvadratkilometer.
Terrängen i Bokobá är mycket platt.